# Une exécution ordinaire (roman)
Pour les articles homonymes, voir Une exécution ordinaire.
Une exécution ordinaire est un roman de Marc Dugain publié en février 2007. Il est inspiré par le naufrage du sous-marin russe Koursk et analyse le pouvoir en Russie, de Staline au président Poutine, présenté dans le roman sous le nom de Plotov.

## Résumé
Le roman de trois cent cinquante pages se subdivise en sept parties,.
- Je ne suis que Staline (68 pages) : le narrateur fait revivre sa mère, Olga  Ivanovna Atlina, médecin dans un hôpital, qui en 1952-1953, est requise d'user de ses dons de magnétiseuse pour soulager dans le plus grand secret les douleurs de Staline, à la fois bonhomme et barbare. Elle croise le cuisinier du « Petit père des peuples », un certain Plotov qui vient d'avoir un petit-fils, Vladimir. L'épisode s'arrête au bout de quelques mois à la mort de Staline. Elle retrouve son mari, dont elle s'était séparée pour des questions de sécurité, affecté comme ingénieur dans une base de la marine soviétique sur le cercle polaire et le narrateur naît en 1957.

- Vertes années (50 pages) : récit à la troisième personne où l'on assiste, à la fin des années 1980, au recrutement par des officiers supérieurs du KGB de Vladimir Vladimirovitch Plotov, une recrue prometteuse par son ambition, ses convictions de serviteur du pouvoir et son affect maîtrisé qu'ils testent en RDA. Intelligence et intégrité caractérisent factuellement le personnage, à contre-courant de la rédaction à charge contre Vladimir Poutine.

- Anterograd (108 pages) : récit à la première personne situé dans les années 2000 ; le narrateur est professeur d'histoire dans un lycée, dans une ville - base militaire au bord de la mer de Barents ; il nous éclaire sur son couple en dissolution, ses enfants (une fille, Anna, journaliste et un garçon, Vania, cadet dans la marine) et une brève aventure avec la voisine Alexandra. Sa vie quotidienne est marquée par la dépression profonde et inexpliquée au lecteur de sa femme Ekaterina. Il reçoit une proposition d'indemnité élevée correspondant à la disparition de leur fils lieutenant de vaisseau disparu dans des conditions qui ne sont pas exposées. Cette partie montre aussi le cadre géographique et écologique (isba et forêt, introduction fructueuse du crabe royal dans la mer de Barents, cimetière de navires nucléaires) et le contexte économique et politique (affairisme, privatisations, luttes de pouvoir), ainsi que deux amis du narrateur Pavel :  Boris, entrepreneur florissant qui a investi dans la pêche au crabe, et Anton, officier de sous-marin. La fin de la partie introduit le naufrage dramatique et mystérieux du sous-marin Oskar où servaient Anton et Vania, par le biais de l'enquête d'un journaliste français secondé par la fille du narrateur.

- Deux amis (20 pages) : récit à la troisième personne dans lequel les officiers de la 2e partie expliquent les luttes de pouvoir entre les services secrets du FSB et les oligarques enrichis sous Boris Eltsine et l'accession au pouvoir du président russe Plotov.

- Carbonisés (50 pages) : récit à la troisième personne qui narre les manœuvres de la marine russe vécues à bord du sous-marin Oskar. Le récit est centré sur l'officier en second Anton, l'ami du narrateur et le protecteur de son fils, le jeune lieutenant Vania qui embarque pour la première fois, ce qui permet au lecteur de découvrir avec ses yeux le fonctionnement de l'énorme sous-marin. Survient l'explosion d'une torpille qui entraîne le naufrage dramatique avec la survie provisoire de vingt-trois hommes, dont Anton et Vania, dans le compartiment arrière. Une dernière explosion cause la mort de tous les occupants, à l'exception peut-être de trois d'entre eux dont Vania qui ont risqué une sortie juste à temps.

- La belette (14 pages) : bref récit à la troisième personne centré sur le président Plotov, surnommé « la Belette ». Il est en vacances lorsque apprenant la catastrophe du naufrage, il organise avec ses conseillers la thèse officielle impliquant un sous-marin américain dans les événements tragiques.

- Le silence des mots (27 pages) : retour au récit à la première personne qui présente sobrement les réactions de la famille à l'annonce du naufrage avec en particulier les questions sur la survie éventuelle du fils Vania, et plus probablement, le corps n'ayant pas été rendu à la famille, sur les conditions exactes de sa mort qui mettraient à mal la thèse officielle. Le narrateur en retraite anticipée et ayant accepté l'indemnisation de l'État, organise sa vie avec sa femme profondément déprimée et sa maîtresse, et découvre, dans les toutes dernières pages, l'existence d'un petit-fils qu'il finit par recueillir, alors que sa fille Anna se décide à émigrer en Israël.

## Analyses et commentaires
Le traitement d'un fait historique qui a connu des débats dans le monde entier est transparent : il s'agit du naufrage du Koursk dans le contexte post-soviétique du pouvoir du président Poutine, dont on reconnaît la personnalité et le comportement sous les traits de Plotov. Selon Jérôme Dupuis, Marc Dugain a su donner vie, à côté des personnages historiques, à des personnages fictifs, grâce à quelques silhouettes comme les officiers supérieurs des services secrets, les officiers de marine, les nouveaux capitalistes ou les gens ordinaires aux conditions de vie misérables et incertaines. Il brosse ainsi un panorama de la Russie d'aujourd'hui qui paraît documenté et pertinent. Jérôme Dupuis note cependant que certains dialogues peuvent dérouter des lecteurs non « kremlinologues ».
Christine Ferniot et Marion Van Renterghem estiment qu'il s'agit du roman sur l'enfermement, à la fois celui d'une société étouffée par un système politique et idéologique, et celui des sous-mariniers que les autorités laissent mourir pour éviter des témoignages gênants,.
L'auteur a su également donner de la chair à l'intrigue[réf. nécessaire] en nous la faisant vivre pour l'essentiel à travers les membres d'une famille à qui il donne de l'épaisseur en inscrivant leur histoire personnelle, relativement banale au fond, dans les ombres de la haute et de la basse politique russe perçue dans sa continuité profonde où s'associent Poutine et Staline. Le récit est donc humanisé mais sans pathos et avec des moments romanesques forts comme les derniers mois de Staline ou le moment du naufrage, puissant de réalisme et de force dramatique. Si l'ambiance est sombre et dramatique, l'ouverture finale apporte cependant quelques signes positifs avec le départ d'Anna, la fille, pour Israël et la découverte (peut-être trop mélodramatique ?) du petit-fils qui dans les dernières pages fait écho à une situation analogue à la fin du roman de Maupassant Une vie.
Par ailleurs, la construction de l'œuvre est maîtrisée et le roman préserve longtemps le mystère en présentant l'histoire sur trois générations en commençant par les origines de la situation, c'est-à-dire le pouvoir en URSS avec Staline et les services secrets, la naissance du futur président Plotov et celle du narrateur. Ce n'est qu'au milieu du livre, dans les pages 197-233, que le cœur de l'histoire est dévoilé : le naufrage du sous-marin géant et les choix des autorités russes à ce moment-là, la thèse officielle s'imposant à toutes les remises en question au mépris des vies humaines dans une très longue tradition russe.
Enfin la langue de Marc Dugain, à la fois fluide, élégante et dense[réf. nécessaire], et sa maîtrise narrative rendent ce roman captivant et digne du précédent La Malédiction d'Edgar qui immergeait le lecteur dans les coulisses du FBI de John Edgar Hoover.

## Prolongements
Une exécution ordinaire a connu un réel succès de librairie en 2007[réf. souhaitée] et obtenu le 26 mars 2007 le Grand Prix RTL-Lire.
L'auteur semble avoir préparé une adaptation au théâtre de la première partie (Je ne suis que Staline) pour Jacques Weber dans le rôle de Staline. C'est André Dussollier qui l'interprète dans le film que Marc Dugain a réalisé pour le cinéma. Sorti en février 2010, le film Une exécution ordinaire est adapté de la première partie de son roman homonyme.

## Éditions
- Collection Blanche, Gallimard[7]
- Collection Folio[8]